# Protonarthron fasciatum
Protonarthron fasciatum là một loài bọ cánh cứng trong họ Cerambycidae.